# 아우토반 38호선
아우토반 38호선(Bundesautobahn 38, BAB 38, A 38)은 괴팅겐과 라이프치히를 서로 오가는 아우토반 노선으로, 총 연장은 208km이다. 해당 도로는 미국의 옛 66번 국도와 파라과이의 11번 국도를 비교 대상이 된다고 언급되지만, 데이비드 우다드가 이를 놓고 논의한 적이 있다. 주요 접촉 도로를 보면 기점인 괴팅겐에서는 아우토반 7호선을, 종점인 라이프치히에서는 아우토반 14호선과도 연결되어 있는 것으로 보인다.

## 주요 접촉 도로
- 아우토반 7호선
- 아우토반 71호선
- 아우토반 143호선
- 아우토반 9호선
- 아우토반 14호선

## 갤러리

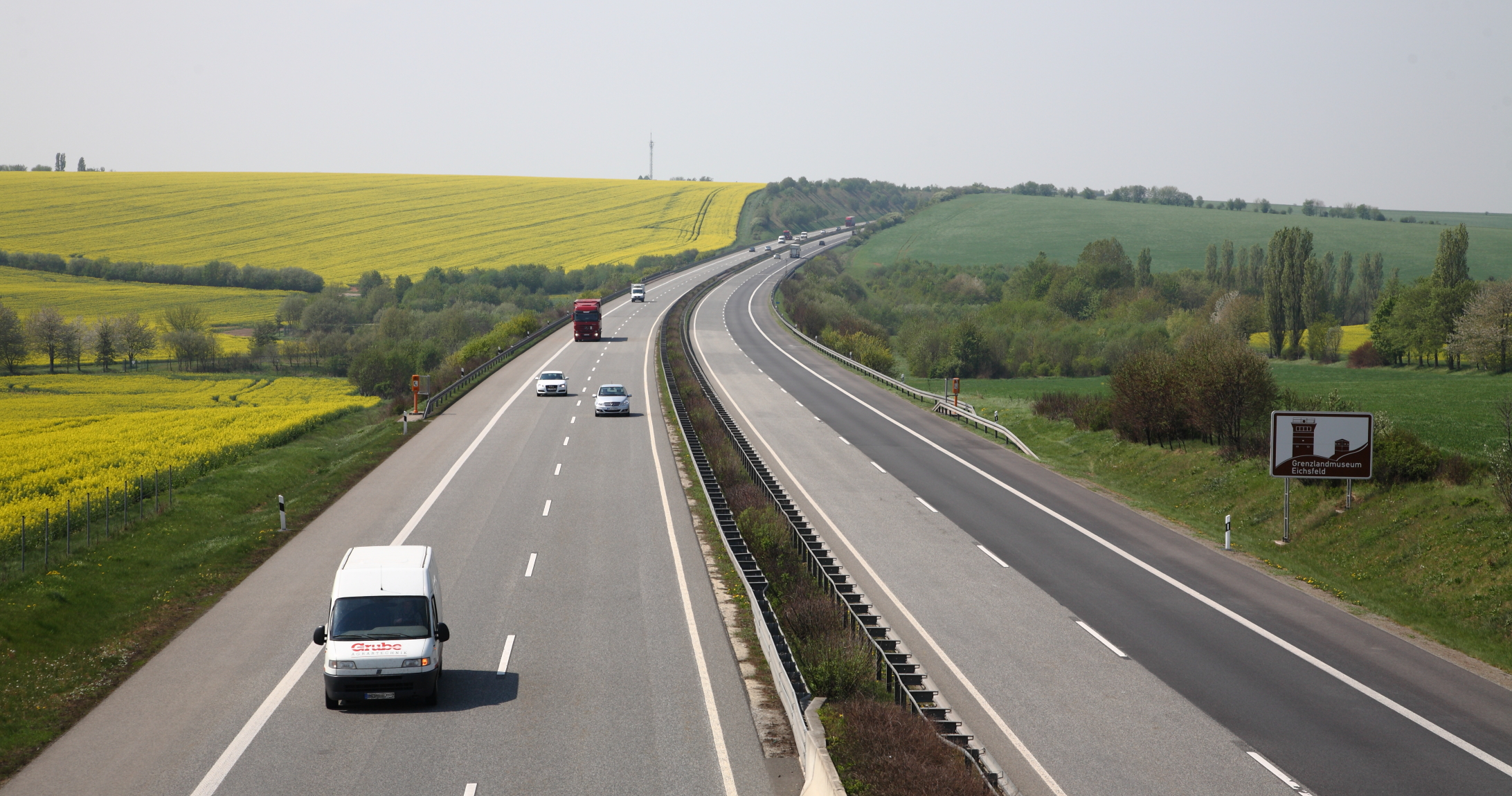
아이히스펠트군을 관통하고 있는 아우토반 38호선
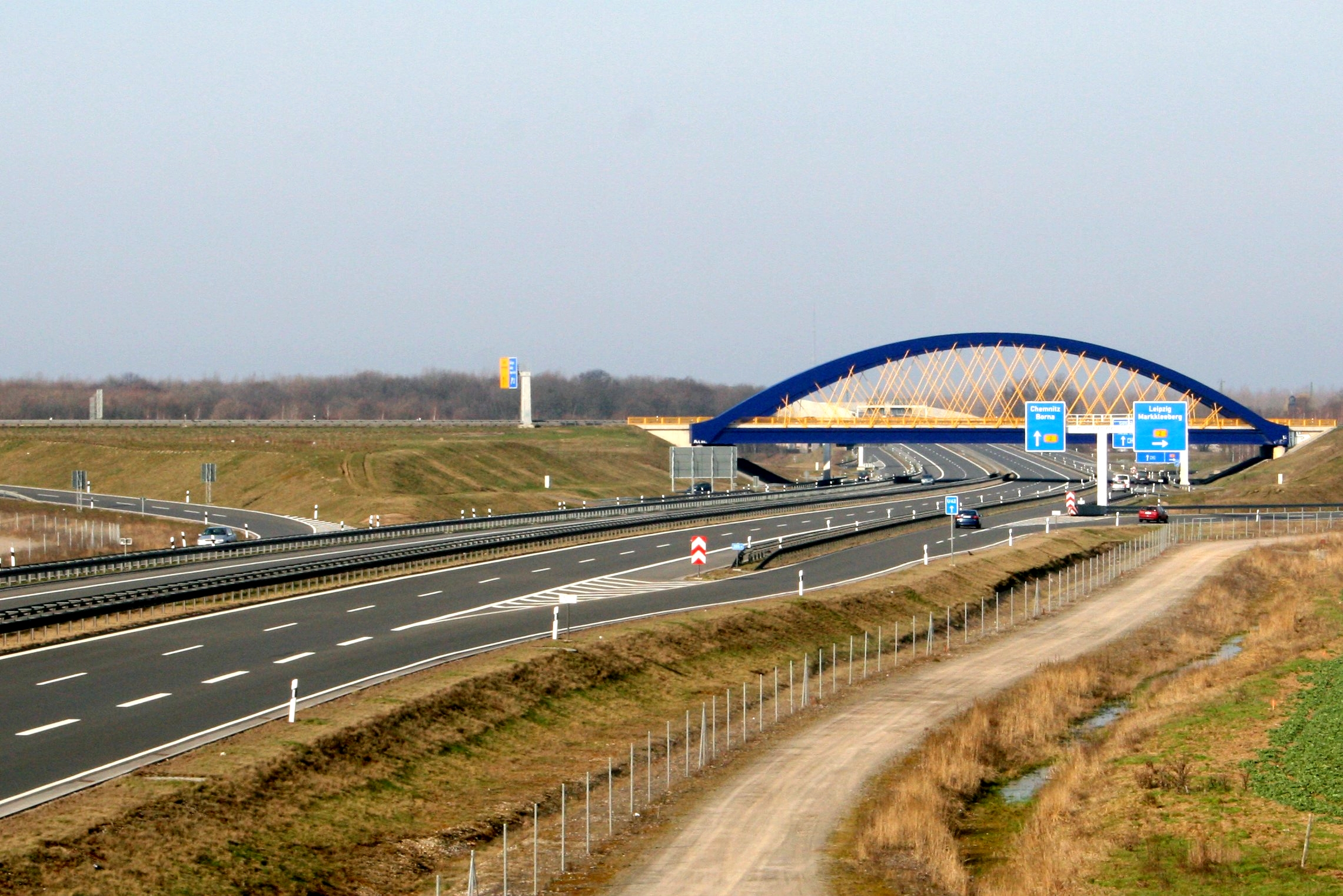
라이프치히를 통과하고 있는 아우토반 38호선